# Jamno (rejon szarkowszczyński)
Jamno (biał. Ямна; ros. Ямно) – wieś na Białorusi, w obwodzie witebskim, w rejonie szarkowszczyńskim, w sielsowiecie Hermanowicze.
W 1973 roku wioski Jamno I, Jamno Ii, Jamno III, Jamno IV, Jamno V i Jamno VI zostały połączone w jedną miejscowość Jamno.

## Historia
W czasach zaborów wieś w gminie Stefanpol, w powiecie dzisieńskim, w guberni wileńskiej Imperium Rosyjskiego. Pod koniec XIX wieku należała do dóbr Ludwinowo.
W latach 1921–1945 wieś leżała w Polsce, w województwie wileńskim, w powiecie dziśnieńskim, w gminie Stefanpol, a od 1926 roku w gminie Hermanowicze.
Według Powszechnego Spisu Ludności z 1921 roku zamieszkiwały tu 264 osoby, 9 było wyznania rzymskokatolickiego, 252 prawosławnego a 3 mojżeszowego. Jednocześnie 8 mieszkańców zadeklarowało polską, 251 białoruską, 2 rosyjską a 2 żydowską przynależność narodową. Było tu 47 budynków mieszkalnych. W 1931 w 48 domach zamieszkiwały 244 osoby.
Wierni należeli do parafii rzymskokatolickiej w Hermanowiczach i prawosławnej w Stefanpolu. Miejscowość podlegała pod Sąd Grodzki w Łużkach i Okręgowy w Wilnie; właściwy urząd pocztowy mieścił się w Stefanpolu.
W wyniku napaści ZSRR na Polskę we wrześniu 1939 miejscowość znalazła się pod okupacją sowiecką. 2 listopada została włączona do Białoruskiej SRR. Od czerwca 1941 roku pod okupacją niemiecką. W 1944 miejscowość została ponownie zajęta przez wojska sowieckie i włączona do Białoruskiej SRR.
Od 1991 w składzie niepodległej Białorusi.